# Acalypha ferdinandii
Acalypha ferdinandii là một loài thực vật có hoa trong họ Đại kích. Loài này được K.Hoffm. mô tả khoa học đầu tiên năm 1924.